# Ville Mäntymaa
Ville Mäntymaa, född 8 mars 1985 i Seinäjoki, är en finländsk professionell före detta ishockeyspelare som senast spelade som back för Oulun Kärpät i SM-liiga. Han har även spelat i den svenska klubben Frölunda HC och de finländska klubbarna Tappara och JYP.
Mäntymaa valdes av Mighty Ducks of Anaheim som 280:e spelare i NHL-draften 2003.